# Matthew Morrison
Pour les articles homonymes, voir Morrison.
Matthew Morrison, est un acteur, chanteur et auteur-compositeur américain, né le 30 octobre 1978 à Fort Ord (Californie).
Il est connu pour ses multiples rôles dans les productions musicales de Broadway, dont celui de Link Larkin dans Hairspray. Il est également connu pour son rôle de Will Schuester dans la série télévisée Glee pour lequel il a été nommé aux Golden Globes et aux Emmy Awards, et qui lui a permis de remporter un Satellite Award.

## Biographie

### Jeunesse
Matthew James Morrison est né à Fort Ord, Californie et a grandi dans le comté d'Orange ; il est d'origine écossaise. Après avoir participé très jeune à un atelier de théâtre dans un centre de vacances, il décide de devenir acteur. Ainsi, au lycée, il a fait une comédie musicale avec l'actrice Jodie Sweetin. En première année du collège Morrison, il était déjà un habitué de Broadway. Il affirme en détail « There were all these beautiful, beautiful dancers. As a straight guy I had some room. There were the shared interests in singing and dancing, and I always find dancing with someone very erotic and sexual. I definitely hooked up with a lot of girls when I was a young guy on Broadway. It was fun, I guess. Very joyous and free. ». Enfin, il a étudié à l'Université de New York Tisch School of the Arts, à l'école supérieure des Arts du comté d'Orange ainsi qu'à Los Alamitos High School.

### Carrière
Il commence sa carrière dans une comédie musicale de Broadway ; une version musicale de Footloose, suivie par un rôle dans The Rocky Horror Show en 2002. Sa carrière prendra tout son sens à partir de sa participation dans la production de John Waters qui lui confie le rôle de Link Larkin dans la comédie musicale Hairspray depuis son ouverture en 2002 jusqu'à janvier 2004. À partir de là, il commencera à travailler pour la télévision et fera des apparitions dans des séries telles que Ghost Whisperer, Le Justicier de l'ombre ou Sex and the City.
Il enchaîne aussi ses premiers petits rôles au cinéma dans des films comme Marci X, Primary Colors, et
Simply Funk. Il interprète également le rôle de Sir Harry dans la production ABC-TV Once Upon a Mattress, aux côtés de Tracey Ullman et Carol Burnett.
En 2001, Matthew fait partie du groupe pop LMNT. Il a été remplacé par Jonas Persch, au moment où leur premier album est sorti. On les entend notamment dans la bande-son original de la série Kim Possible avec It's just you, dans Lizzie Mcguire le film avec Open your eyes, et aussi dans la série éponyme lors de l'épisode 11 de la saison 3 Lizzie in the middle où on retrouve un extrait de leur chanson Hey Juliet. Il a fait remarquer dans une interview au sujet de son expérience dans le boys band en remarquant : « It was the worst year of my life. You know when you're a performer and you're out there on stage and you're embarrassed that you're doing something wrong. It was pretty bad ». Matthew Morrison a également été membre du « Buena Park Youth theater » situé à Buena Park.
En 2005, Morrison reprend un rôle dans une comédie musicale. Il joue le rôle de Fabrizio Nacarelli dans The Light in the Piazza et sera nommé aux Tony Award pour sa performance. Il quitte le spectacle le 1er septembre 2005.

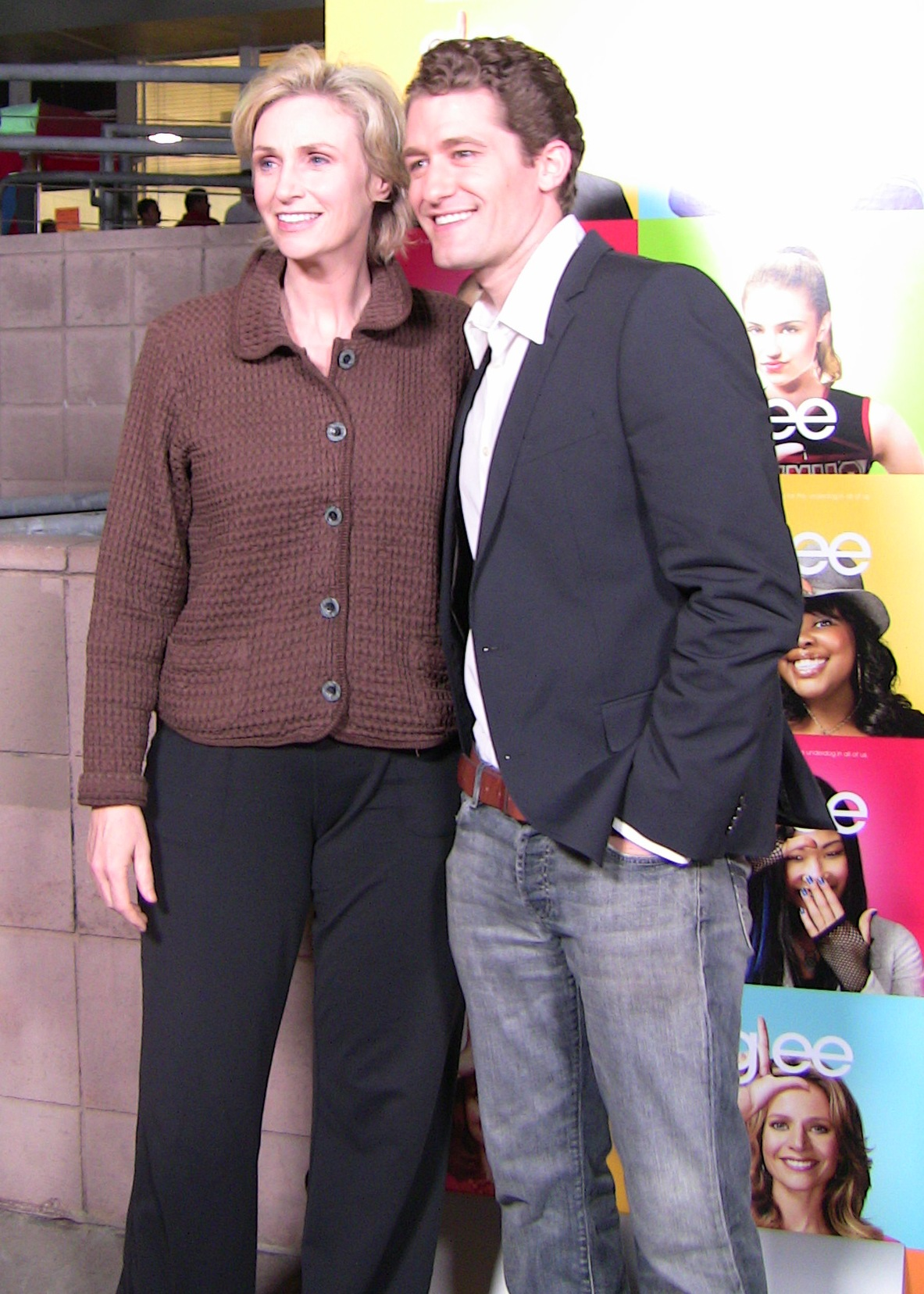
Morrison avec sa camarade dans Glee Jane Lynch.

Morrison rejoint le casting du soap opera As the World Turns dans le rôle d'Adam Munson le 24 octobre 2006 mais quittera rapidement le programme en raison d'un « conflit d'horaire ».
Morrison est apparu dans un spectacle-bénéfice célébrant Andrew Lippa, et le 25e anniversaire de la troupe du spectacle « The Kids in the Hall » à l'« Orange County Performing Arts Center », à Costa Mesa, en Californie en décembre 2006. La performance a été au bénéfice du Conservatoire des Arts de Californie, une organisation à but non lucratif d'éducation artistique qui se concentre sur la formation pré-professionnelle pour les jeunes étudiants, âgée de six à douze ans, dans le comté d'Orange, en Californie.
Il remportera une nomination au Drama Desk pour son rôle dans le spectacle 10 Million Miles qu'il joua avec l'Atlantic Theater Company en 2007. La même année, il apparaitra dans deux films, Coup de foudre à Rhode Island et Le Come-Back.
En 2008, il a joué le rôle du lieutenant « Cable » dans une production du Lincoln Center de la comédie musicale South Pacific. Il a quitté la production à la fin de 2008 et au début de 2009 est retourné en Californie pour tourner la première saison de Glee diffusée sur la FOX depuis le 19 mai 2009. Ainsi, Morrison joue le rôle de Will Schuester dans la série télévisée, un professeur de lycée espagnol qui prend la tâche de restaurer la chorale de son école à son ancienne gloire. Morrison est également apparu dans la deuxième saison de la série et il est retourné pour la troisième saison, dont la première était le 20 septembre 2011. Il fera ses débuts de réalisateur au neuvième épisode de celle-ci.
Le 14 janvier 2010, Mercury Records annonce avoir signé un contrat avec Matthew Morrison. Son premier album solo est sorti en début du mois de mai 2011. Morrison fait un duo avec Elton John sur un medley de Mona Lisas and Madhatters' et de Rocket Man. De plus, son premier single Summer Rain a été créé sur le site de Ryan Seacrest le 28 février 2011. En outre, il a réalisé un duo sur la chanson Over the Rainbow avec Gwyneth Paltrow qui apparaît sur l'album éponyme.

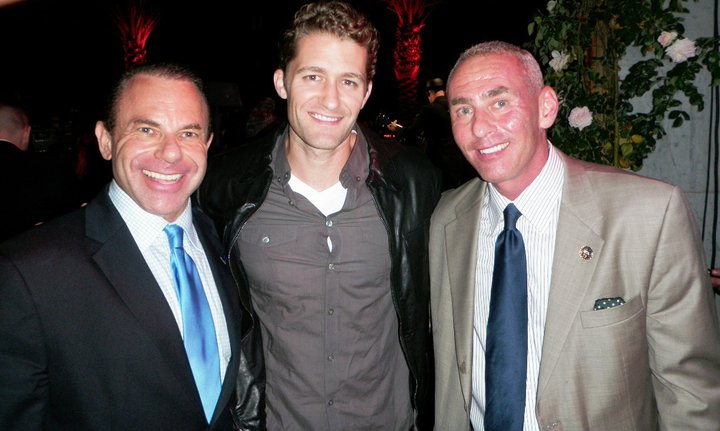
Morrison (au centre) avec le couple activiste LGBT Kevin and Don Norte à la collecte de fonds PFLAG en 2010.

Le 16 juin 2010, Morrison a rejoint Leona Lewis, apparaissant à l'O2 Arena à Londres dans le cadre de sa tournée mondiale, pour une interprétation d'Over the Rainbow. Morrison est sur la couverture de MetroSource en juin 2011.
En mars 2012, Morrison a joué dans la pièce de Dustin Lance Black 8, mettant en scène une reconstitution du procès fédéral qui a débouté l'État de Californie sur la « Proposition 8 » interdisant le mariage homosexuel. La production a eu lieu au « Wilshire Ebell Theatre » et diffusée sur YouTube pour amasser des fonds pour la Fondation américaine pour l'égalité des droits.

### Vie privée
En 2010, l'actrice Kristen Bell a révélé qu'elle a rencontré Matthew à l'université et qu'ils se sont fréquentés pendant près d'un an. Le 9 décembre 2006, Matthew s'est fiancé à l'actrice Chrishell Stausen qu'il fréquentait depuis juin 2004. Cependant, ils se sont séparés en septembre 2007.
Depuis juin 2011, Matthew est en couple avec le mannequin Renee Puente. Ils se sont fiancés en juin 2013 et se sont mariés en octobre 2014. En octobre 2017, ils ont accueilli leur premier enfant, Revel James Makai Morrison. En juin 2021, ils ont accueilli leur deuxième enfant, Phoenix Monroe Morrison.

## Théâtre
- 1998-2000 : Footloose
- 2000-2002 : The Rocky Horror Show
- 2002-2004 : Hairspray
- 2005 : The Light in the Piazza
- 2005 : A Naked Girl on the Appian Way
- 2007 : 10 Million Miles
- 2008-2009 : South Pacific
- 2015-?? : Finding Neverland

## Filmographie

### Cinéma
- 1992 : California Man de Les Mayfield
- 1998 : Primary Colors de Mike Nichols
- 2003 : Marci X de Richard Benjamin
- 2007 : Le Come-Back (Music and Lyrics), de Marc Lawrence
- 2007 : Je crois que j'aime ma femme (I Think I Love My Wife), de Chris Rock
- 2007 : Coup de foudre à Rhode Island (Dan in Real Life), de Peter Hedges
- 2012 : Ce qui vous attend si vous attendez un enfant (What to Expect When You're Expecting), de Kirk Jones : Evan
- 2014 : Comment séduire une amie : Lui-même
- 2017 : Tulip Fever de Justin Chadwick : Mattheus
- 2019 : Crazy Alien de Ning Hao : Capitaine Zach Andrews

### Télévision

#### Téléfilms
- 2005 : Once Upon a Mattress de Kathleen Marshall (en)
- 2009 : Taking Chance de Ross Katz
- 2023 : Coup de Foudre sur une valse de Noël de Michael Damian

#### Séries télévisées
- 1999 : Sex and the City : Young Busboy (saison 2, épisode 4)
- 2003 : Le Justicier de l'ombre : Sam Wagner (saison 2, épisode 8)
- 2006 : New York, section criminelle : Chance Slaughter (saison 5, épisode 13)
- 2006 : Haine et Passion (The Guiding Light) - Soap opera
- 2006 : As the World Turns : Adam Munson / Adam Hughes (17 épisodes)
- 2007 : Les Experts : Miami : Jesse Stark (saison 5, épisode 19)
- 2007 : Ghost Whisperer : Matthew Sembrook (saison 3, épisode 8)
- 2008 : Numb3rs : Blaine Cleary (saison 4, épisode 12)
- 2008 : The Oaks : Jim (épisode pilote)
- 2009 - 2015 : Glee : Will Schuester (121 épisodes)
- 2016 : Younger : Sebastian (saison 2, épisode 9)
- 2016 : The Good Wife : Connor Fox (6 épisodes)
- 2017 - 2018 : Grey's Anatomy : Dr Paul Stadler (4 épisodes)
- 2019 : American Horror Story : 1984 : Trevor Kirchner (8 épisodes)

## Discographie

### Albums
| Album                                  | Détails                                                                                     | Classement | Classement | Classement |
| Album                                  | Détails                                                                                     | US         | AUS        | UK         |
| -------------------------------------- | ------------------------------------------------------------------------------------------- | ---------- | ---------- | ---------- |
| Matthew Morrison                       | - Date de sortie : 10 mai 2011 - Label : Mercury Records - Formats : CD, téléchargement     | 24         | 61         | 63         |
| Where It All Began                     | - Date de sortie : 4 juin 2013 - Label : 222 Records - Formats : CD, téléchargement         | 95         | —          | 163        |
| Disney Dreamin’ with Matthew Morrison  | - Date de sortie : 6 mars 2020 - Label : Walt Disney Records - Formats : CD, téléchargement | —          | —          | —          |
| "—" signifie qu'il ne s'est pas classé |                                                                                             |            |            |            |

### Singles
| Année | Single                                  | Meilleure position | Meilleure position | Meilleure position | Meilleure position | Meilleure position | Album                                 |
| Année | Single                                  | US                 | AUS                | CAN                | IRL                | UK                 | Album                                 |
| ----- | --------------------------------------- | ------------------ | ------------------ | ------------------ | ------------------ | ------------------ | ------------------------------------- |
| 2009  | Gold Digger                             | -                  | 59                 | -                  | 15                 | 44                 | Glee: The Music, Volume 1             |
| 2009  | Alone                                   | 51                 | 94                 | 58                 | 25                 | 47                 | Glee: The Music, Volume 1             |
| 2009  | Bust a Move                             | 93                 | -                  | 78                 | -                  | 148                | Glee: The Music, Volume 1             |
| 2009  | Thong Song                              | -                  | -                  | -                  | -                  | 99                 | Glee: The Music, Volume 1             |
| 2009  | Don't Stand So Close to Me / Young Girl | 64                 | -                  | 67                 | 50                 | 62                 | Glee: The Music, Volume 2             |
| 2009  | Endless Love                            | 78                 | -                  | 87                 | -                  | 94                 | Glee: The Music, Volume 2             |
| 2010  | Over the Rainbow                        | 43                 | -                  | 31                 | 31                 | 30                 | Glee: The Music, Journey to Regionals |

## Distinctions

### Récompenses
- Grammy Awards : 2003 : Meilleur album de comédie musicale (Hairspray)
- Satellite Awards : 2009 : Meilleur acteur de série télévisée musicale ou comique (Glee)

### Nominations
- Drama Desk Awards
  - 2005 : Acteur exceptionnel dans une comédie musicale (en) (The Light in the Piazza)
  - 2008 : Acteur exceptionnel dans une comédie musicale (10 Million Miles)
- Emmy Awards : 2010 : Meilleur acteur dans une série télévisée comique (Glee)
- Golden Globes
  - 2010 : Meilleur acteur dans une série musicale ou comique (Glee)
  - 2011 : Meilleur acteur dans une série musicale ou comique (Glee)
- Outer Critics Circle Award
  - 2003 : Meilleur acteur de comédie musicale (Hairspray)
  - 2005 : Meilleur acteur de comédie musicale (The Light in the Piazza)
- People's Choice Awards : 2011 (en) : Meilleur acteur dans une comédie TV (Glee)
- Satellite Awards : 2010 : Meilleur acteur dans une série télévisée musicale ou comique (Glee)
- Screen Actors Guild Awards : 2011 : Meilleure distribution pour une série télévisée comique (Glee)
- Tony Awards : 2005 : Tony Award du meilleur second rôle masculin dans une comédie musicale (The Light in the Piazza)